# Folketingswahl 1926
- Social.: 53
- Rad. V.: 16
- Retsf.: 2
- Sonst.: 2
- Venstre: 46
- Kons.: 30

Die Folketingswahl 1926 am 2. Dezember war die 37. Wahl zum Folketing, der zweiten Kammer des dänischen Parlaments. Ausgeschrieben wurde die Wahl am 6. November desselben Jahres. Die Sozialdemokraten wurden zwar stärkste Kraft und konnten auch an Stimmen leicht dazugewinnen, dennoch endete ihre erste Regierungszeit, da Konservative und Venstre ihrerseits Mandate dazugewannen. Erstmals in den Folketing einziehen konnte Danmarks Retsforbund. Die liberale Venstre bildete nach der Wahl die Regierung Madsen-Mygdal.

## Wahlmodus
Wahlberechtigt zur Folketingswahl waren alle dänischen Staatsbürger, die das 25. Lebensjahr vollendet hatten und einen Wohnsitz in Dänemark besaßen. Ein Mandat wurde auf den Färöern verteilt, 148 Mandate wurden im übrigen Dänemark in einer Verhältniswahl vergeben. Dabei wurden zunächst 117 so genannte Wahlkreismandate (kredsmandater) auf die 23 Groß- und Amtskreise (stor- og amtskredse) aufgetrennt und dort nach dem regionalen Stimmverhältnis verteilt. Anschließend wurden landesweit nochmals weitere 31 Ausgleichsmandate (tillægsmandater) ausgegeben, um den Stimmverhältnissen möglichst nahe zu kommen. Für diese Mandatsverteilung kamen jedoch nur Parteien in Betracht, die ein Wahlkreismandat errungen hatten oder in mindestens einem der drei Landesteile die Stimmzahl erreicht haben, die dem Anteil der gültigen Stimmen pro zu vergebendem Mandat entspricht.

## Ergebnisse

### Dänemark
Die Slesvigske Parti und Selvstyrepartiet traten ausschließlich im Amtskreis Haderslev an.
| Partei                                             | Stimmen   | Prozent   | ± %       | Sitze     | ± Sitze   |
| -------------------------------------------------- | --------- | --------- | --------- | --------- | --------- |
| Socialdemokratiet Sozialdemokraten                 | 497.106   | 37,2 %    | +0,6      | 53        | ▼ 2       |
| Venstre Liberale Partei                            | 378.137   | 28,3 %    | −0,0      | 46        | ▲ 2       |
| Det Konservative Folkeparti Konservative           | 275.793   | 20,6 %    | +1,7      | 30        | ▲ 2       |
| Det Radikale Venstre Sozialliberale                | 150.931   | 11,3 %    | −1,7      | 16        | ▼ 4       |
| Danmarks Retsforbund Gerechtigkeitsbund            | 017.463   | 01,3 %    | +0,3      | 02        | ▲ 2       |
| Slesvigske Parti Schleswigsche Partei              | 010.422   | 00,8 %    | +0,2      | 01        | ▬ 0       |
| Danmarks Kommunistiske Parti Kommunistische Partei | 005.678   | 00,4 %    | −0,1      | 0         | –         |
| Selvstyrepartiet Selbstverwaltungspartei           | 002.117   | 00,1 %    | neu       | 0         | –         |
|                                                    |           |           |           |           |           |
| Wahlberechtigte                                    | 1.742.604 | 1.742.604 | 1.742.604 | 1.742.604 | 1.742.604 |
| Abgegebene Stimmen                                 | 1.341.226 | 1.341.226 | 1.341.226 | 1.341.226 | 1.341.226 |
| Gültige Stimmen                                    | 1.337.647 | 1.337.647 | 1.337.647 | 1.337.647 | 1.337.647 |
| Wahlbeteiligung                                    | 77,0 %    | 77,0 %    | 77,0 %    | 77,0 %    | 77,0 %    |

### Färöer
Auf den Färöern wurde abweichend am 20. Dezember gewählt. Als Vertreter von den Atlantikinseln zog erneut Andrass Samuelsen in den Folketing ein. 
| Kandidat                                      | Stimmen | Prozent |
| --------------------------------------------- | ------- | ------- |
| Andrass Samuelsen (Sambandsflokkurin)         | 2.600   | 63,0 %  |
| Maurentius Sofus Viðstein (Javnaðarflokkurin) | 1.019   | 24,7 %  |
| Janus Djurhuus (parteilos)                    | 0.505   | 12,2 %  |
|                                               |         |         |
| Wahlberechtigte                               | 10.325  | 10.325  |
| Abgegebene Stimmen                            | 4.155   | 4.155   |
| Gültige Stimmen                               | 4.124   | 4.124   |
| Wahlbeteiligung                               | 40,2 %  | 40,2 %  |